# Erick Sermon

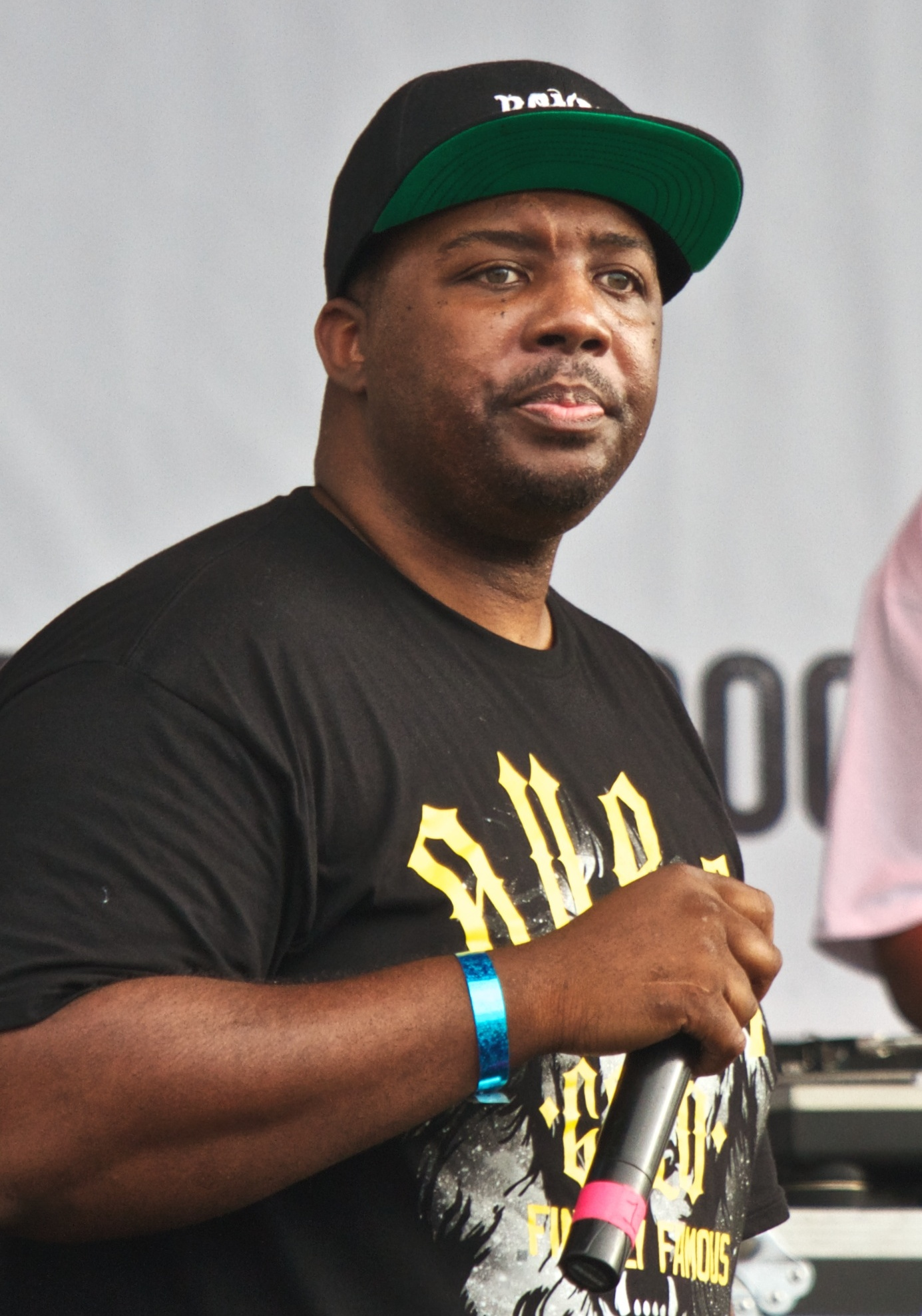
Erick Sermon (2013)

Erick Sermon (* 25. November 1968 in New York City; auch Erick Onassis oder The Green Eyed Bandit) ist ein US-amerikanischer Rapper und Produzent aus Suffolk County, Long Island, New York.

## Biografie
In den späten 1980ern wurde Sermon mit der Hip-Hop-Gruppe EPMD (Erick & Parrish Makin Dollars) bekannt. Nach vier gemeinsamen Alben nahm er 1993 mit No Pressure sein erstes Soloalbum auf und konnte damit nahtlos an den gemeinsamen Erfolg anknüpfen. Das Album erreichte die Top 20 der US-Albumcharts und mit Stay Real hatte er einen Dance- und Nummer-1-Rap-Singles-Hit. Das zweite Soloalbum Double or Nothing wiederholte 1995 den Erfolg und machte ihn endgültig zu einem etablierten Solokünstler. Zudem war er auch immer wieder als Produzent und Remixer für andere bekannte Künstler wie Das EFX, En Vogue, Blackstreet und Shaquille O’Neal tätig.
Trotz des Soloerfolgs schloss er sich 1997 wieder mit Parrish Smith zusammen und veröffentlichte zwei weitere EPMD-Alben, bevor das Duo nach Streitigkeiten Ende der 1990er Jahre erneut auseinanderging.
Zu der Zeit hatte aber Erick Sermon schon zusammen mit zwei anderen Hip-Hop-Größen, Redman und Keith Murray, das Trio Def Squad gegründet. Zwar veröffentlichten sie nur zwei gemeinsame Alben, arbeiteten danach aber auch weiterhin immer wieder zusammen.
Nach dem zweiten Def-Squad-Album ging Sermon zu J Records, wo 2001 sein bislang erfolgreichstes Soloalbum Music erschien. Mit dem Titelsong, bei dem ältere Aufnahmen von Marvin Gaye hinzugemixt worden waren, erreichte er Platz 22 der Billboard-Charts und war erstmals auch in Großbritannien erfolgreich. Ähnlich erfolgreich war der Titel React, eine Zusammenarbeit mit Redman, die ein Jahr später mit dem gleichnamigen Album erschien, das sich aber nicht so gut wie erhofft verkaufte. Deshalb löste J Records, die nach dem großen Erfolg des Def Squad deutlich mehr erwartet hatte, 2003 den Vertrag wieder und das nächste Album Chilltown, New York erschien bei Motown Records.
Seitdem hat Erick Sermon seine Soloaktivitäten zurückgestellt und war in zahlreichen Kollaborationen unter anderem mit dem Def Squad sowie als Produzent tätig. 2008 erschien wieder ein gemeinsames Album von EPMD.
Im Jahr 2013 hatte Sermon einen Gastauftritt in Sidos Featuresong 30-11-80 auf dem gleichnamigen Album.

## Diskografie

### Studioalben
| Jahr | Titel                              | Höchstplatzierung, Gesamtwochen, AuszeichnungChartplatzierungen (Jahr, Titel, Platzierungen, Wochen, Auszeichnungen, Anmerkungen) | Höchstplatzierung, Gesamtwochen, AuszeichnungChartplatzierungen (Jahr, Titel, Platzierungen, Wochen, Auszeichnungen, Anmerkungen) | Anmerkungen                              |
| Jahr | Titel                              | CH | US | Anmerkungen                              |
| ---- | ---------------------------------- | --- | --- | ---------------------------------------- |
| 1993 | No Pressure                        | — | US16 (6 Wo.)US | Erstveröffentlichung: 19. Oktober 1993   |
| 1995 | Double or Nothing                  | — | US35 (4 Wo.)US | Erstveröffentlichung: 7. November 1995   |
| 2000 | Def Squad Presents Erick Onasis    | — | US53 (7 Wo.)US | Erstveröffentlichung: 16. Mai 2000       |
| 2001 | Music                              | — | US33 (5 Wo.)US | Erstveröffentlichung: 30. Oktober 2001   |
| 2002 | React                              | — | US72 (4 Wo.)US | Erstveröffentlichung: 19. November 2002  |
| 2004 | Chilltown, New York                | CH94 (2 Wo.)CH | US61 (2 Wo.)US | Erstveröffentlichung: 22. Juni 2004      |
| 2015 | E.S.P. (Erick Sermon's Perception) | — | — | Erstveröffentlichung: 25. September 2015 |
| 2019 | Vernia                             | — | — | Erstveröffentlichung: 19. April 2019     |

### Singles
| Jahr | Titel Album               | Höchstplatzierung, Gesamtwochen, AuszeichnungChartplatzierungen (Jahr, Titel, Album, Platzierungen, Wochen, Auszeichnungen, Anmerkungen) | Höchstplatzierung, Gesamtwochen, AuszeichnungChartplatzierungen (Jahr, Titel, Album, Platzierungen, Wochen, Auszeichnungen, Anmerkungen) | Anmerkungen                                                  |
| Jahr | Titel Album               | UK | US | Anmerkungen                                                  |
| ---- | ------------------------- | --- | --- | ------------------------------------------------------------ |
| 1993 | Stay Real No Pressure     | — | US92 (10 Wo.)US | Erstveröffentlichung: 7. September 1993                      |
| 1995 | Bomdigi Double or Nothing | — | US84 (6 Wo.)US | Erstveröffentlichung: 17. Oktober 1995                       |
| 2001 | Music                     | UK36 (2 Wo.)UK | US22 (20 Wo.)US | Erstveröffentlichung: 12. Juni 2001 feat. Marvin Gaye        |
| 2002 | React                     | UK14 (5 Wo.)UK | US36 (16 Wo.)US | Erstveröffentlichung: 9. Dezember 2002 feat. Redman          |
| 2002 | Love Iz React             | UK72 (1 Wo.)UK | — | Erstveröffentlichung: 31. Dezember 2002 feat. Gregory Howard |

Weitere Singles
- 1993: Hittin' Switches
- 1996: Welcome (feat. Keith Murray & Aaron Hall)
- 2000: Focus (feat. DJ Quik & Xzibit)
- 2000: Get Da Money (feat. Ja Rule)
- 2000: Why Not (feat. Slick Rick)
- 2001: I'm Hot
- 2004: Feel It (feat. Sy Scott & Sean Paul)
- 2015: Make Room (feat. Sheek Louch & Joell Ortiz)
- 2015: Clutch (feat. Method Man & Redman)